# ウィリアム・ハワード (エフィンガムの初代ハワード男爵)
エフィンガムの初代ハワード男爵ウィリアム・ハワード（英語: William Howard, 1st Baron Howard of Effingham, KG、1510年頃 - 1573年1月12日）は、イングランドの貴族、廷臣、外交官。
第2代ノーフォーク公トマス・ハワードの五男。ヘンリー8世からエリザベス1世までのテューダー朝の宮廷に仕え、海軍卿（1554年 - 1558年）や王室家政長官（1558年 - 1572年）、王璽尚書（1572年 - 1573年）などを歴任した。1554年にエフィンガムのハワード男爵に叙された。

## 経歴
1510年頃に第2代ノーフォーク公トマス・ハワードと後妻アグネス（旧姓ティルニー）の間の長男（ノーフォーク公の前妻との間の子も含めると五男）として生まれる。
ケンブリッジ大学トリニティ・ホールで学ぶ。
1533年には姪にあたるアン・ブーリン王妃の戴冠式で副軍務伯を務めた。1535年2月と1536年3月から5月までスコットランドへの使節を務めた。1537年と1541年にはフランスへの使節を務めた。
1542年にもう1人の姪にあたる王妃キャサリン・ハワードが姦通で処刑された際には彼もキャサリンの不義を知りながら隠蔽を図ったとして終身刑判決を受けたが、1544年には赦免された。
1552年から1553年までカレー総督（Lord Depute of Calais）を務めた。
メアリー1世即位後の1554年3月にはエフィンガムのハワード男爵に叙されるとともに海軍卿に就任した。
同年のワイアットの乱の際にはロンドン防衛にあたり、反徒のロンドン入城を阻止した。一方、大姪エリザベス王女（アンの娘、後のエリザベス1世）がワイアットの乱に加担したとの容疑を受けた際には王女を擁護した。
1558年にエリザベス1世が即位すると王室家政長官に転じた。
1559年にはカトー・カンブレジ条約の交渉委員を務めている。
1572年には王璽尚書に転じた。また1559年から1573年にかけてはサリー州統監を務めた。
1573年1月21日に死去した。爵位は長男のチャールズ・ハワードが継承した。

## 栄典

### 爵位
1554年3月11日に以下の爵位を新規に叙された。
- サリー州におけるエフィンガムのエフィンガムの初代ハワード男爵
(1st Baron Howard of Effingham, of Effingham in the County of Surrey)
（勅許状によるイングランド貴族爵位）

### 勲章
- 1554年、ガーター騎士団（勲章）ナイト（KG）[1][2]

## 家族
1531年以前にキャサリン・ブロートン（第13代オックスフォード伯爵ジョン・ド・ヴィアーの庶出の曾孫）と結婚。彼女との間に以下の1子を儲けた。
- 長女アグネス・ハワード（? - 1601年） - 第3代ウィンチェスター侯爵ウィリアム・ポーレット（英語版）と結婚

1536年以前にマーガレット・ジェマジと再婚。彼女との間に以下の4子を儲けた。
- 長男チャールズ・ハワード（1536年頃 - 1624年） - エフィンガムの第2代ハワード男爵位を継承。アルマダの海戦の指揮を執り、初代ノッティンガム伯爵に叙される
- 次男ウィリアム・ハワード（1537年頃 - 1600年） - 彼の系統が後にエフィンガムのハワード男爵位とエフィンガム伯爵位を継承していく
- 次女フランセス・ハワード（ - 1598年）
- 三女ダグラス・ハワード（英語版）（1543年 - 1608年） - 第2代シェフィールド男爵ジョン・シェフィールド（英語版）、ついでエドワード・スタッフォード（英語版）と再婚。初代レスター伯ロバート・ダドリーの愛人。